# عن الحب والظلال (رواية)
عن الحب والظلال هي إحدى روايات الروائية التشيلية إيزابيل الليندي (بالإسبانية De amor y de sombra وبالإنجليزية Of Love and Shadows) وهي من الروايات الرومانسية.

## نبذة قصيرة
تدور أحداث الرواية عن صحفية من الطبقات الارستقراطية تكتشف هي وزميلها المصور -الذي ينتمي والده للتيار الماركسي- جريمة مروعة ويحاولان الكشف عن الحقيقة في وسط بلد تعمه الفوضى والعنف.